# Горње Кречане (Модрича)
Горње Кречане је насељено мјесто у општини Модрича, Република Српска, БиХ. Према попису становништва из 2013, у насељу је живјело свега 38 становника.

## Становништво
| Националност       | 2013. | 1991. | 1981. | 1971. | 1961. |
| Срби               | 38    | 282   | 313   | 359   | 338   |
| Хрвати             |       | 1     | 1     |       |       |
| Југословени        |       |       | 1     |       |       |
| остали и непознато |       | 5     |       | 1     | 2     |
| Укупно             | 38    | 288   | 315   | 360   | 340   |

| Демографија | Демографија | Демографија |
| Година      | Становника  | Становника  |
| ----------- | ----------- | ----------- |
| 1961.       | 340         |             |
| 1971.       | 360         |             |
| 1981.       | 315         |             |
| 1991.       | 288         |             |